# Éacide (roi)
Pour les articles homonymes, voir Éacides.
Éacide (en grec ancien Αἰακίδης / Aiakidès), né en 361 et mort en 313 av. J.-C., est un roi d'Épire de la dynastie des Éacides qui règne de 322 à 317 et en 313. Il est le père de Pyrrhus.

## Biographie
Mettant à profit les combats entre Cassandre et les cités du Péloponnèse fidèles à Polyperchon, Éacide ramène sa cousine germaine Olympias d'Épire vers Pella en Macédoine. Mais bientôt, Cassandre accourt du Péloponnèse et contraint Éacide à rentrer en fuyard dans son pays. Il ne parvient pas à sauver la vieille reine assiégée dans Pydna qui est tuée par Cassandre en 316 av. J.-C. Éacide doit ensuite faire face à une insurrection de ses soldats, fatigués et déçus par sa déroute, peut-être aussi travaillés par des émissaires de son ennemi ; cette révolte l'oblige à quitter l'Épire pour l'Étolie, afin d'échapper à la mort. Les Épirotes font alors revenir Néoptolème II, le fils d'Alexandre Ier, en 317.
Grâce aux conflits entre les Étoliens alliés d'Antigone le Borgne et Cassandre, il peut reconquérir en 313 son pouvoir royal. Mais, blessé lors d'un combat à Oiniadai contre les soldats de Philippe, frère de Cassandre, il meurt peu de temps après,.

## Descendance
Éacide épouse Phthia, fille de Ménon, un Thessalien, général pro-athènien en -323, et qualifié par Plutarque « homme fort renommé du temps de la guerre lamiaque », dont il a trois enfants :
- Deidameia, épouse de Démétrios Ier Poliorcète, qui est ainsi reine de Macédoine ;
- Pyrrhus Ier, roi d'Épire ;
- Troas (?)[4].